# Stadtarchiv Wedel
Das Stadtarchiv Wedel ist ein kommunales Archiv. Es sichert die historische Überlieferung der Stadt Wedel (Schleswig-Holstein) und der vormals eingemeindeten Ortschaften Schulau und Spitzerdorf. Die Standesamtsunterlagen umfassen auch die Gemeinde Holm.

## Geschichte
Die ältesten Bestände des Stadtarchivs gehen in das 17. Jahrhundert zurück. Der Umfang des Archivs liegt bei rund 600 lfd. Metern. Es hat wenig Kriegsverluste zu beklagen. Neben dem amtlichen Schriftgut befinden sich auch umfangreiche Sammlungen im Stadtarchiv. Es wird seit 1984 hauptamtlich geleitet und befindet sich im Untergeschoss des Rathauses in Wedel, Rathausplatz 3–5.
Ein Großteil der historischen Aktenbestände und Sammlungen kann online recherchiert werden.

## Fotosammlungen
Im Stadtarchiv gibt es eine umfangreiche Sammlung von Abbildungen. Unter anderem befinden sich dort Fotos der Fotografen Arnold Petersen, Johann Diedrich Möller, Günther Schumacher, Max Broders und Richard Hünten. Der Umfang der Fotosammlung umfasst etwa 40.000 Abbildungen (Fotos, Negative, Dias und Fotoalben). Auch das historische Fotoarchiv des Wedel-Schulauer-Tageblatt ist im Stadtarchiv. Die Fotos sind teilweise online recherchierbar.

## Sammlungen und Nachlässe
Eine der wichtigsten Sammlungen im Stadtarchiv ist das Johann Rist Archiv. Es umfasst Kopien von Unterlagen aus anderen Archiven über den Barockdichter und Pastor Johann Rist (1607–1667). Originale und Kopien seiner zahlreichen Werke und eine Handbibliothek ergänzen diese Unterlagen. Bereits in den 60er und 70er Jahren wurden in der Stadtverwaltung aus verschiedenen Archiven und Bibliotheken Unterlagen zusammengetragen und geordnet. Zeitgleich sammelte der Kantor der Wedeler Kirchengemeinde Heinz Kegel Unterlagen zu Johann Rist. Aufgrund einer vertraglichen Vereinbarung zwischen der Kirchengemeinde und der Stadt Wedel hat das Stadtarchiv nach dem Tod von Heinz Kegel im Dezember 2003 die Sammlung übernommen und beide Sammlungen zusammengeführt.
Der Nachlass des Malers Rudolf Höckner (1864–1942) umfasst seine Tage- und Skizzenbücher sowie private Korrespondenz.
Der Nachlass des Künstlerehepaares Vilma Lehrmann-Amschler und Alfred Amschler umfasst private Korrespondenz sowie eine umfangreiche Fotosammlung.
Die naturwissenschaftliche Sammlung mit Herbarium und naturwissenschaftlicher Chronik des Biologen und Pädagogen Horst G. W. Gleiss liegt seit 2012 im Stadtarchiv.
Kleinere Sammlungen sind über folgende Personen vorhanden: Ernst Barlach (1870–1938), Hermann Molkenbuhr (1851–1927), Hellmuth Walter (1900–1980), Fritz Sänger (1901–1984) und Margret Bechler (1914–2002).
Die städtische Plakatsammlung kann online recherchiert werden.

## Zeitungen
Neben einer thematischen Sammlung von Zeitungsausschnitten sind im Stadtarchiv Wedel folgende Zeitungen zu finden:
- Wedel-Schulauer-Tageblatt von 1957 bis heute
- Pinneberger Zeitung (Regionalbeilage des Hamburger Abendblattes) von 1976 bis heute
- Blickpunkt Wedel von 1959 bis
- Unsere Stadt – Informationen, Meinungen, Nachrichten aus Wedel – für Wedel von 1966 – 1969
- Elmshorner Nachrichten 1881 – 1889 (mit Lücken)

Amtliche Bekanntmachungen
- Pinneberger Kreisblatt 1891 – 1949

## Nachlässe von Firmen, Vereinen und Verbänden
Im Stadtarchiv Wedel befinden sich Teile der Firmennachlässe von J.D. Möller, der Architektenfamilie Ohle und der Baufirma Hatje.
Es liegen Unterlagen von verschiedenen Vereinen und Verbänden vor:
- Freiwillige Feuerwehr Wedel (ab 1878)
- Freiwillige Feuerwehr Schulau-Spitzerdorf (ab 1890)
- Kriegerverein Wedel (ab 1884)
- Schiffergilde Brüderliche Hülfe (ab 1850)
- Schützenverein Wedel-Roland (ab 1905)
- Marinekameradschaft Wedel
- Wedeler Turn- und Sportverein
- Bürgerinitiative Schutzgemeinschaft Elbhochufer (1955–1972)
- verschiedene Chöre

## Unterlagen zur Familienforschung
Zur Familienforschung liegt die große Sammlung des Höfeforschers Adolf Ladiges vor. Darüber hinaus gibt es das umfangreiche Ortsfamilienbuch Wedel.

## Aktivitäten
- Das Stadtarchiv Wedel verantwortet inhaltlich die Darstellung der Stadtgeschichte auf der städtischen Homepage. https://www.wedel.de/kultur-bildung/wedel-historisch
- Das Stadtarchiv Wedel gab bis 2012 die Publikationsreihe Beiträge zur Wedeler Stadtgeschichte heraus.[3]
- Das Stadtarchiv organisiert Vorträge zur Stadtgeschichte.
- Für den Schulunterricht an Grundschulen wurde gemeinsam mit Schullehrerinnen eine Materialkiste mit heimatkundlichen Unterrichtsmaterialien erstellt.
- Für den Schulunterricht an weiterführenden Schulen wurde 2013 gemeinsam mit Lehrern aus Wedeler und Uetersener Schulen die Broschüre Alarm in der Weimarer Republik für den lokalgeschichtlichen Unterricht herausgebracht.
- Am Tag der Archive nimmt das Stadtarchiv Wedel regelmäßig teil.